# 케플러-14
케플러-14는 케플러 탐사선이 관측 목표로 삼은 쌍성이다. 이 별은 목성형 외계 행성 케플러-14b를 거느리고 있다. 원래 케플러 관측선은 이 별을 외계 행성을 거느릴 가능성이 있는 후보로 인식했으나, 사진 촬영으로 케플러 14가 쌍성계임을 알게 된 후 검증절차는 지연되었다. 쌍성 구성원 둘은 최소 280 천문단위 떨어져 있으며 서로의 질량중심을 2800년에 1회 돌고 있다. 둘 다 태양보다 크고 밝으며 절대 등급은 비슷한 수준이다. 그러나 지구에서 볼 때는 주인별 쪽이 좀 더 밝다.

## 관측 역사
NASA는 2009년 4월 케플러 우주선을 쏘아 올렸는데, 이후 최초 4개월간 운영 자료로부터 케플러-14를 행성 하나를 거느리고 있는 후보로 지목하였다. 이 별을 잠정적으로 일컫는 명칭은 KOI-98이었다. 케플러 14의 항성면통과 신호로부터 행성 하나가 이 별을 가까이 붙어 돌면서 별의 밝기에 명확한 영향을 끼치고 있다고 추론하였고, 케플러 과학팀은 항성의 자료를 케플러 후속조치 계획(KFOP, Kepler Follow-up Program)에 넘겨주었다.
KFOP는 2009년 10월 북구광학망원경(NOT)에 설치된 섬유공급 에셸분광기(Fibre-fed Échelle Spectrograph, FIES)로 케플러-14의 시선속도를 측정했다. W. M. 켁 천문대가 다른 시선속도 자료들을 수집했다. WIYN 천문대가 확보한 반점화상 자료와 팔로마 천문대·MMT 천문대가 측정한 근적외선 적응광학 자료와 FIES, 켁 천문대 자료를 취합하였다. 그 결과 케플러-14는 두 별이 아주 가까이 붙어 있는 근접쌍성으로 시선속도 자료만으로는 정체를 알기 힘든 상태였다. 이 새로운 발견 때문에 최초 5개 외계 행성(케플러-4, 케플러-5, 케플러-6, 케플러-7, 케플러-8을 도는 행성들)의 존재를 발표할 때까지 케플러-14에 대한 추가 연구 일정은 연기되었다. 자료를 통해 밝혀낸 바에 따르면 케플러-14계의 두 별은 주인별이 짝별보다 약간 더 밝기는 하나 광도가 거의 비슷했다. 좀 더 밝은 쪽은 "A" 를, 어두운 짝별은 "B" 명칭을 받았다. 항성면통과 신호는 주성 A에서 감지되었으며 이는 외계 행성의 주인별은 A라는 의미였다. 2010년 8월 7일 스피처 우주 망원경에 부착된 적외선 배열 카메라가 측광자료를 확보할 목적으로 케플러-14를 찍으면서 행성의 존재는 검증되었다. 스피처 망원경의 측광자료와 기존 시선속도 자료를 통해 행성 하나가 항성통과 신호의 원인임이 확고해졌다. 이 행성은 케플러-14b 이름을 받았으며 2011년 6월 케플러-14 항성 연구논문에 함께 실렸다.
천문학자들은 고해상도로 별을 찍는 장치의 도움이 없었다면 케플러-14가 근접쌍성임을 알아차리지 못할 뻔했다. 케플러 팀은 항성면 통과법으로 발견한 기존 외계 행성의 어머니 별도 이와 같이 근접쌍성이 섞여 있을 가능성이 있고, 이 때문에 항성과 행성에 대해 잘못된 자료를 얻었을 수도 있다고 보았다. 따라서 케플러 연구진은 항성면 통과 행성들에 대해 고해상도 사진촬영법을 이용하여 재검증에 들어갔다.

## 특징
케플러-14는 분광쌍성이지만 실제로 두 별은 태양~지구 간격의 280배 정도로 멀리 떨어져 있다. 예상 공전 주기는 약 2800년이다. 두 별의 밝기는 거의 같으나 지구에서 볼 때는 주인별이 약간 더 밝다. 주인별의 질량은 태양의 1.51배이며 짝별 질량은 태양의 1.39배이다. 지구로부터는 약 3196 광년 떨어져 있다. 겉보기 등급은 12.12로 맨눈으로는 볼 수 없다.
쌍성계 구성원 둘 사이는 멀리 떨어져 있으나 지구로부터의 거리 때문에 연구진은 광점을 두 별로 분리해낼 수 없었다. 따라서 기존 연구는 쌍성이 아니라 단독성이라는 가정하에 물리적 특징을 분석했다. 케플러-14를 단독성으로 가정했을 때 별의 분광형은 F형에 질량은 태양의 1.512배, 반지름은 태양의 2.048배, 유효 온도는 6395 켈빈(이는 태양보다 훨씬 뜨거운 값이다.), 금속함량은 0.12(태양의 132%)로 나왔다. 케플러-14 구성원 둘이 동시에 태어났다고 가정하면 이들의 자이로연대기적 나이는 약 22억 년일 것이다.

## 행성계
케플러-14b는 케플러-14 항성계의 주성 A를 도는 외계 행성이다. b의 질량은 목성의 8.4배(지구 질량의 2670배)이나 반지름은 목성보다 14% 더 크다. 이로부터 계산한 b의 밀도는 1입방 센티미터 당 약 7.1 그램이 되며 이는 케플러 계획으로 찾아낸 행성들 중 케플러-10b 다음으로 높은 값이다. b는 모항성을 6.79일에 1회 돌며 공전 궤도 이심률은 0.035로 약간 찌그러진 궤도를 그리고 있다.